# Etničke grupe Arube
Etničke grupe Arube: 104,000 (UN Country Population; 2008), 7 naroda
- Antilci (Antilski kreoli), 83,000
- Filipinci, 400
- Latinoamerikanci, 12,000
- Mandarinski Kinezi, 400
- Nizozemci, 3,900
- Turci, 200
- Židovi, 200

Ostali pojedinci/neizjašnjeni, 4,000